# Pannenhuis (metrostation)
Pannenhuis is een station van de Brusselse metro, gelegen in de Brusselse gemeente Laken in het noordwesten van Brussel.

## Geschiedenis
Station Pannenhuis werd geopend op 6 oktober 1982 samen met Bockstael, Belgica, Simonis en Ossegem ter verlenging van metrolijn 1A vanuit Beekkant naar Bockstael. Sinds de herziening van het metronet in 2009 bedient metrolijn 6 dit station.
Het metrostation is genoemd naar de Pannenhuisstraat, die zich even ten westen bevindt, in de gemeente Jette.

## Situering
Het station bevindt zich parallel aan een spoorlijn, die ter plaatse wordt gekruist door de Charles Demeerstraat. Door ronde openingen in het plafond valt er daglicht op het eilandperron. Het treinstation Thurn en Taxis op spoorlijn 28, dat vroeger ook Pannenhuis heette, is sinds december 2015 opnieuw in gebruik.

## Kunst
In tegenstelling tot de meeste Brusselse metrostations is hier geen kunst aanwezig.

## Afbeeldingen

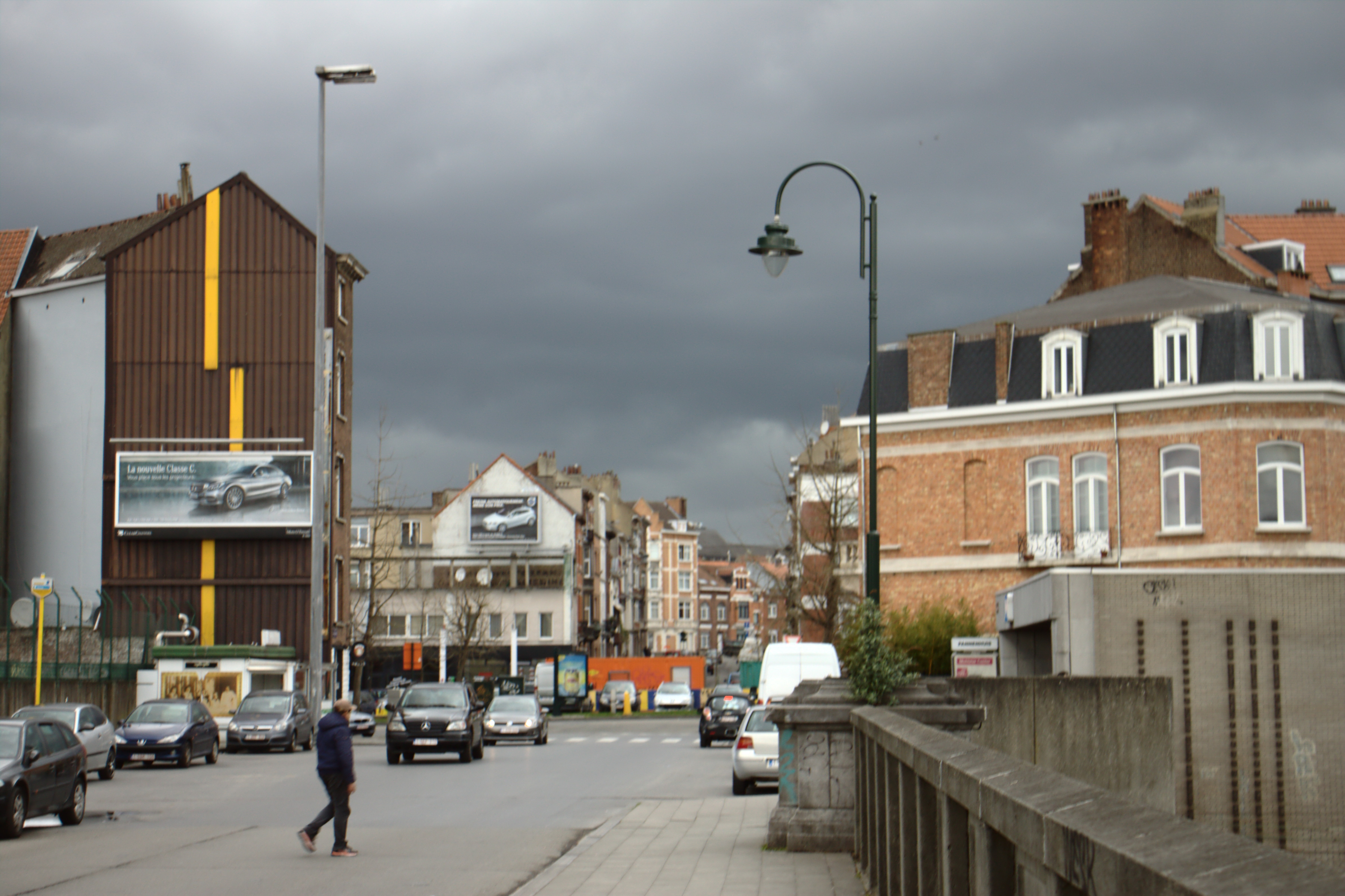
De ingang van het station bevindt zich rechts na de brug.
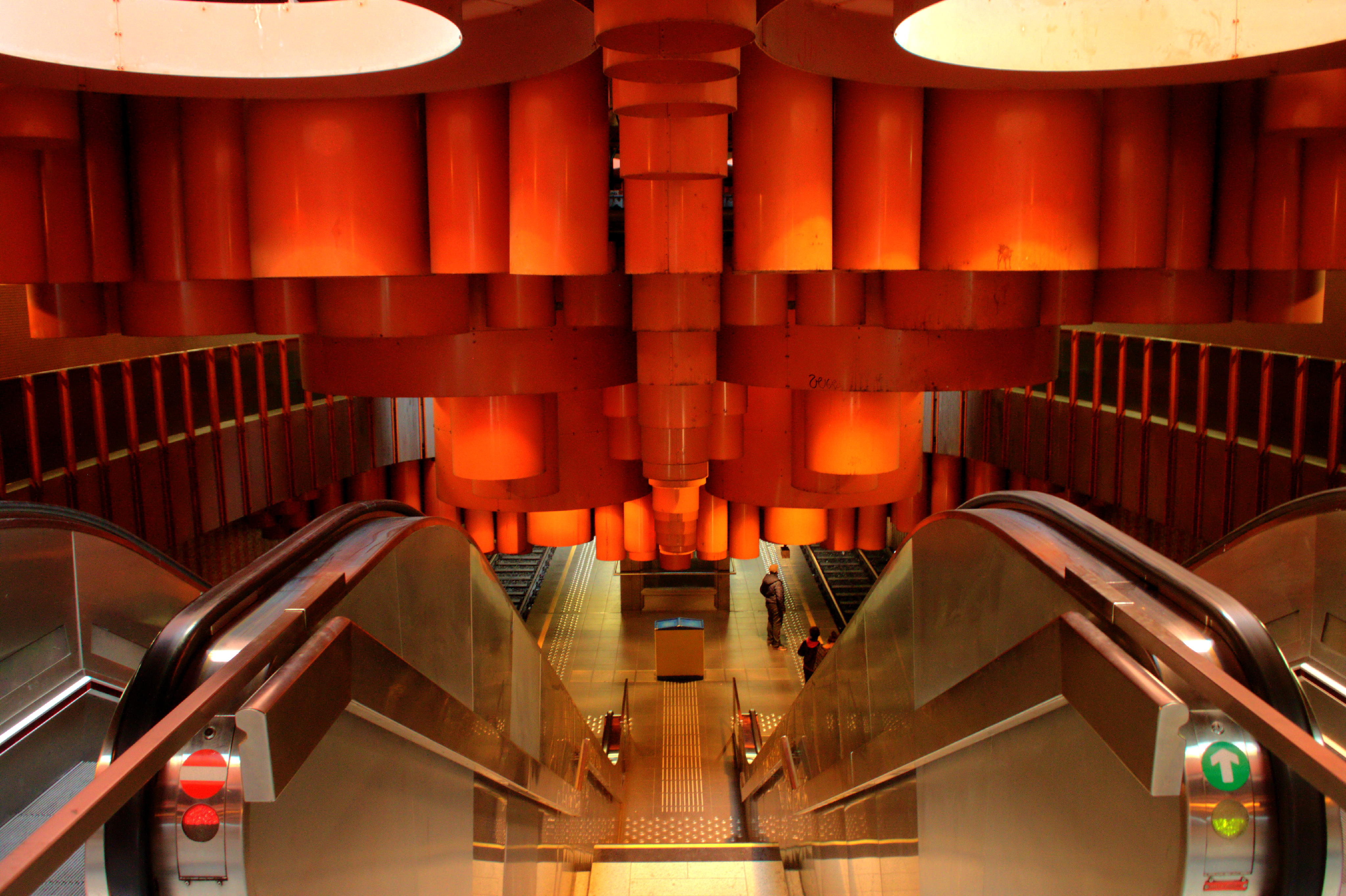
Toegang tot de perrons.
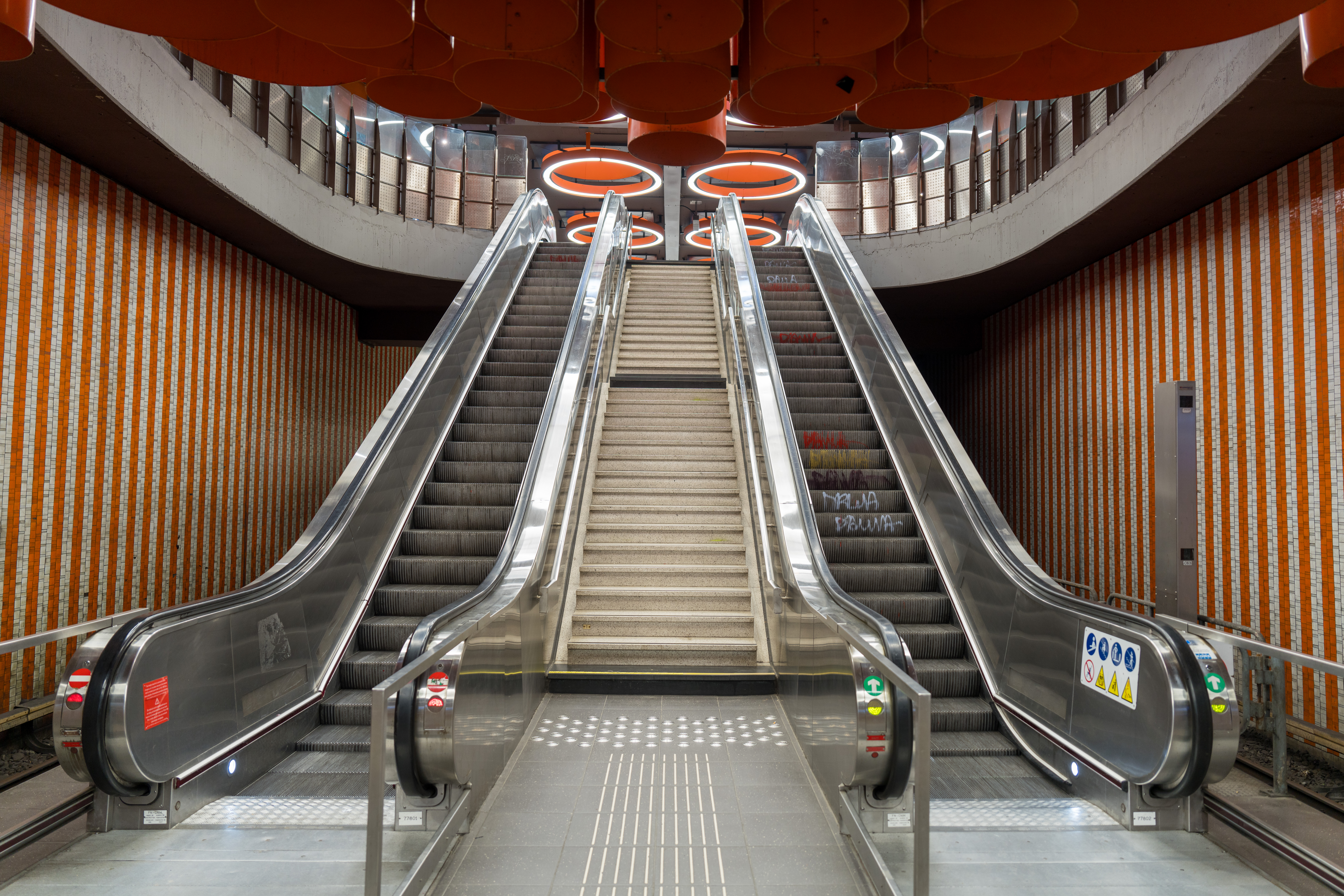
Zicht vanaf de perrons.